# Ибаге
Ибаге́ (исп. Ibague) — город, расположенный в центре Колумбии. Административный центр департамента Толима.

## История
Ибаге основан Антонио Лопесом Галарсой 14 октября 1550 года под названием Вилья-де-Сан-Бонифасио-де-Ибаге-дель-Валье-де-лас-Лансас (исп. Villa de San Bonifacio de Ibagué del Valle de las Lanzas) в том месте, которое в настоящее время является частью городка Кахамарка департамента Толима. Первоначальное месторасположение города находится в 42 км к западу от современного Ибаге. Из-за постоянных набегов индейцев Пихао, месторасположение города было решено изменить и город был заново отстроен начиная с 7 февраля 1551 года. С апреля по декабрь 1854 года Ибаге был временной столицей государства Республика Новая Гранада. После образования в 1908 году департамента Толима город Ибаге стал его административным центром.